# Lupinus ruber
Lupinus ruber är en ärtväxtart som beskrevs av Amos Arthur Heller. Lupinus ruber ingår i släktet lupiner, och familjen ärtväxter. Inga underarter finns listade i Catalogue of Life.